# مذبحة داك سون

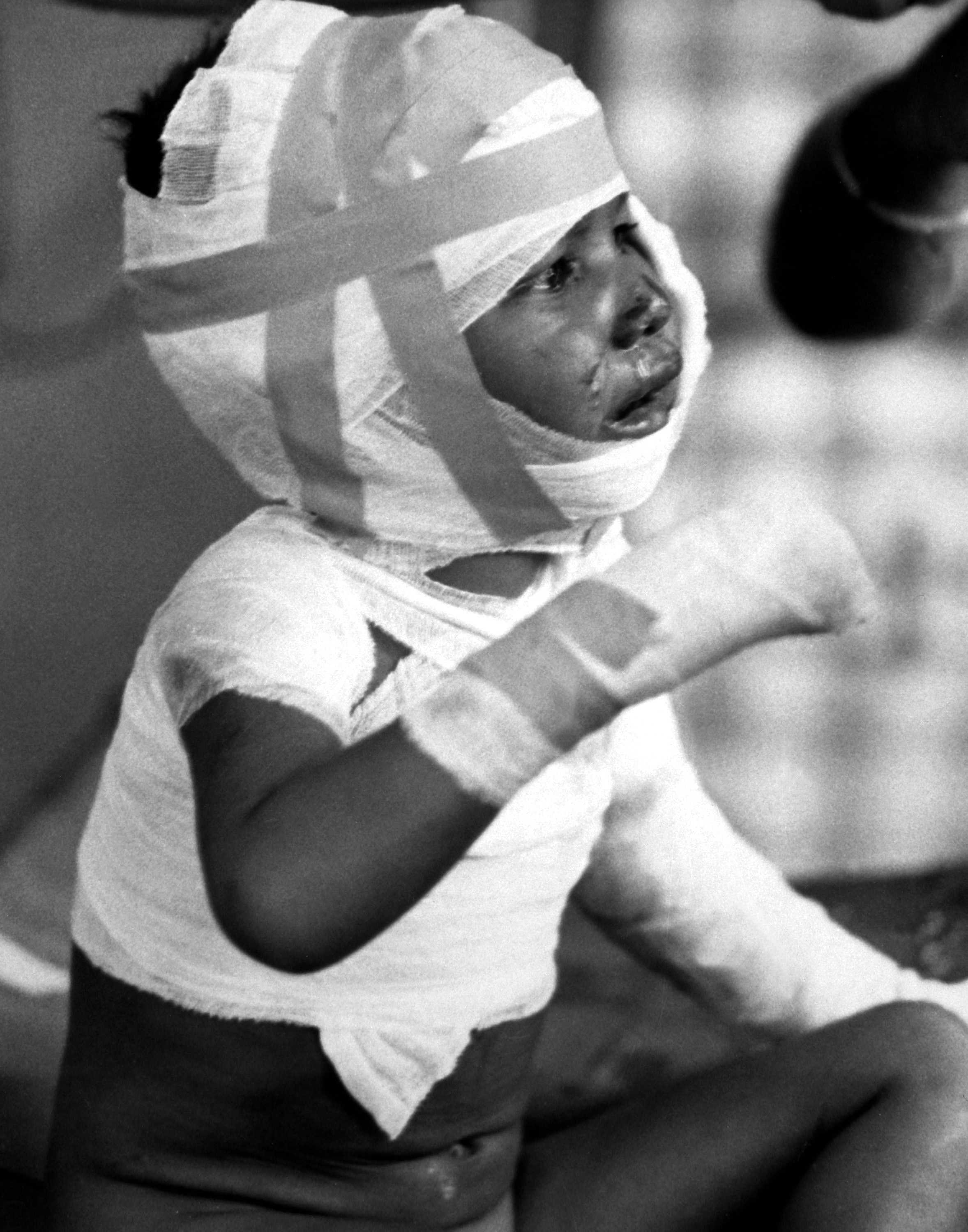
طفل بعمر الثلاث سنوات، أحد الناجين من مذبحة داك سون، يعود تاريخ الصورة إلى

مذبحة داك سون هي مذبحة تمت في قرية داك سون التابعة حاليًا لإقليم داك نونغ في منطقة تاي نغوين في الفيتنام، والتي كانت خاضعة سابقا للفيتنام الجنوبية، أثناء الحرب الفيتنامية، وذلك بتاريخ 5 ديسمبر 1967 على يد القوات المسلحة للجبهة الوطنية للتحرير (الجبهة الوطنية لتحرير جنوب الفيتنام) والمسماة أيضًا فييت كونغ بحسب التسمية الأمريكية
، ضد سكان القرية واللاجئين إليها الفارين من قرى فيتنام الجنوبية، نتج عن المذبحة مقتل 252 مدنيًا من سكان داك سون.

## الأسباب
جاءت المذبحة ضمن إطار الحرب الباردة بين المعسكرين الاشتراكي والرأسمالي، فالجبهة الوطنية للتحرير كانت من الأحزاب الشيوعية الساعية لتحرير الأراضي والحقول الفيتنامية سواء الشمالية أو الجنوبية من وطأة الرأسمالية المتمثلة بالولايات المتحدة الأمريكية وحكومة نغو دينه ديم، وبعد أن فرضت الجبهة سيطرتها على أجزاء واسعة من الأراضي الفيتنامية الجنوبية فرّ عدد من سكان القرى الجنوبية والتجئوا لقرية داك سون والتي اشتهر سكانها بمعاداتهم للشيوعية، وكَردّ من الجبهة على قيام سكان القرية بحماية الفارّين قاموا بمذبحة ضدهم سميت بمذبحة داك سون
.

## وقائع المذبحة
بتاريخ 5 ديسمبر 1967 قامت جماعات من الجبهة الوطنية للتحرير بإحاطة قرية داك سون وطالبوا السكان بالاستسلام وتسليم أنفسهم ولكن السكان رفضوا، مما أدى إلى تراجع جماعات الجبهة بعد أن نعتوا السكان بأنهم «أولاد أمريكا» واختفوا في الحقول المجاورة ليعودوا في الليل وليقوموا بتصفية سكان القرية، ورغم أن سكان القرية قد سبق وأنذروا مدافعي القرية من احتمالية الهجوم إلى أن مدافعي القرية اعتقدوا بأن تواجد جماعات الجبهة في المنطقة ليس إلا للتهديد لأنهم سبق وقدموا للقرية أربعة مرات في هذه السنة بنية الهجوم إلا أنهم كانوا يعودون أدراجهم.

وفي الليل قامت الجبهة بإرسال 600 من عناصرها إلى القرية حيث قاموا بحرق منازل القرية بما فيها من رجال ونساء وأطفال نائمين بقاذفات اللهب وأما البيوت التي لم تحترق بنار القاذفات فقد تم تفجيرها بالرمانات المتفجرة، كما تم قتل عدد من السكان
.

## إحصائيات عن المذبحة
أسفرت أعمال العنف ضد سكان القرية والتي كان عددهم يقارب الألفي نسمة عن:
- موت 252 من سكان القرية المدنين الغير مسلحين معظمهم من النساء والأطفال بنيران القاذفات والرمانات أو خنقا بسبب الدخان المنتشر.
- 500 شخص مفقود منهم من مات ومنهم من استطاع الهرب والالتجاء في التلال المجاورة.
- 50 من الجرحى.
- 33 شخص عانوا من حروق من الدرجة الثالثة كانت تغطي 20% من أجسادهم بسبب نيران القاذفات، تمت معالجتهم في قرية سونغ بي المجاورة.
- 160 ناجي، تم قتل 60 منهم، وخطف واقتياد المائة الباقية للغابات [4]، مصادر أخرى تقول بأن عدد المخطوفين كان 200 لم يسمع عن مصيرهم فيما بعد.[5]

## معرض صور

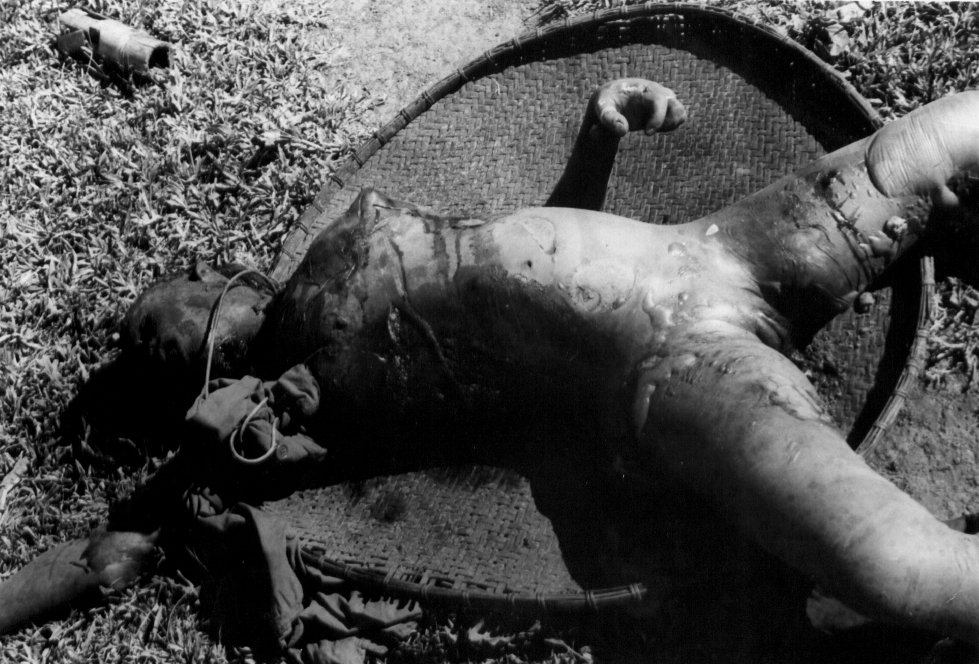
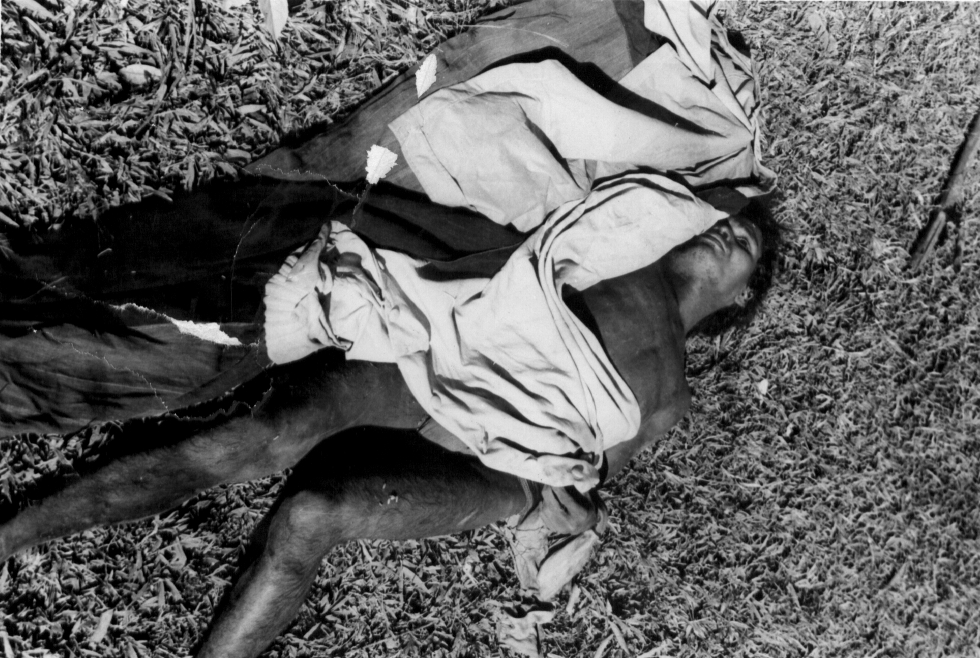
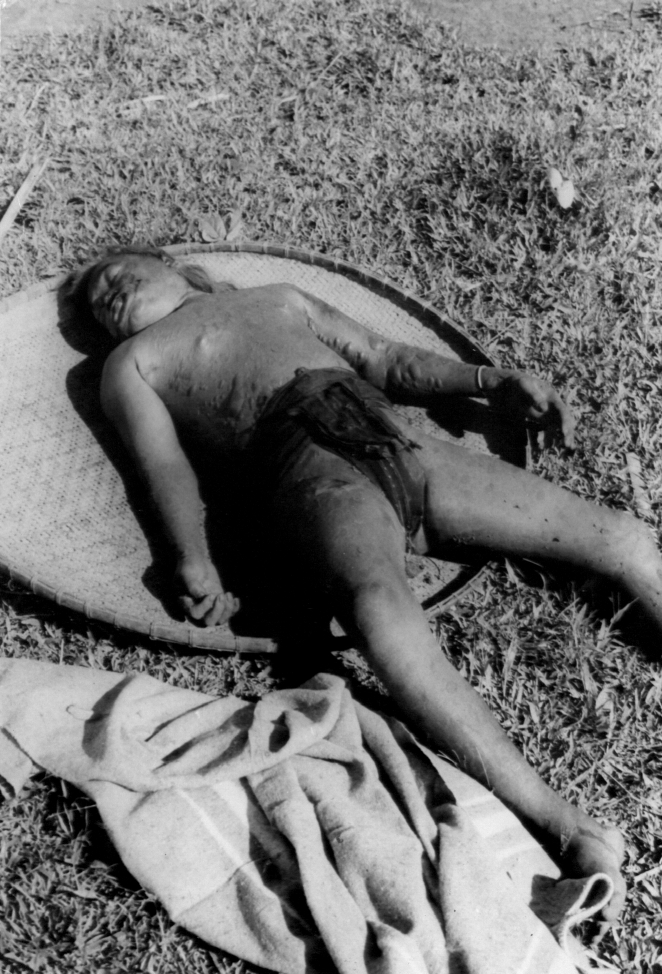